# آلن مک‌کلاتچی
آلن مک‌کلاتچی (انگلیسی: Alan McClatchey؛ زادهٔ ۱۶ سپتامبر ۱۹۵۶) شناگر اهل بریتانیا بود.
وی در مسابقات کشوری و بین‌المللی در مجموع برندهٔ ۱ مدال نقره، ۱ مدال برنز شده‌است.